# Mizuki Ichimaru
Mizuki Ichimaru (市丸 瑞希, Ichimaru Mizuki, Ibaraki, 8 mei 1997) is een Japans voetballer die als middenvelder speelt bij Gamba Osaka.

## Clubcarrière
Ichimaru begon zijn carrière in 2016 bij Gamba Osaka. In mei 2019 kwam hij op huurbasis uit voor FC Gifu.

## Interlandcarrière
Ichimaru speelde met het nationale elftal voor spelers onder de 20 jaar op het WK –20 van 2017 in Zuid-Korea.